# American Spring
American Spring (conocido como Spring entre 1971 a 1972) fue un dúo de música pop formado en Los Ángeles, integrado por las hermanas Diane Rovell y Marilyn Wilson, quienes habían sido anteriormente miembros del grupo femenino The Honeys. Al igual que con The Honeys, Brian Wilson de los Beach Boys (el entonces marido de Marilyn) jugó un papel integral con American Spring, produciendo algo de su material grabado.

## Historia
Después de que Ginger Blake, primo de Marilyn Wilson y Diane Rovell, dejó The Honeys para seguir una carrera como cantante solista en Las Vegas en 1970, The Honeys se disuelve efectivamente como grupo. En 1971, mientras estaba en la cocina de su hermana, Diane Rovell impulsó la idea de seguir para crear música con su hermana Marilyn como un dúo de pop llamado Spring. La banda tuvo sus primeras sesiones oficiales de grabación en el estudio casero de Brian Wilson en octubre de 1971 y publicó su primer sencillo "Now That Everything's Been Said" ese mismo mes. Después de lanzar un segundo sencillo, "Good Time", en mayo de 1972, Spring lanzó su primer álbum, titulado Spring en julio de 1972.
Spring no se vendió bien en su tiempo, pero se ha convertido en un álbum codiciado. A finales de 1972, la banda encontró algunos problemas legales ya que existía una banda en el Reino Unido con el mismo nombre que amenazaba con iniciar acciones legales, alegando que poseían los derechos del nombre de la banda. Con el fin de evitar conflictos, Diane Rovell y Marilyn Wilson alteraron el nombre a American Spring. Después de lanzar un tercer sencillo "Shyin 'Away" en 1973 la banda entró en inactividad. En ese momento apareció una tercera banda llamada Spring en Canadá.

## Renacimiento y versiones posteriores
En 1977, tras el resurgimiento de Brian Wilson como productor, American Spring volvió a la actividad, una vez más comenzó la grabación en Brother Studios, esta vez con la ayuda de Rocky Pamplin contribuyendo en ciertas sesiones. A pesar de una considerable cantidad de material grabado, asuntos personales que incluían el divorcio de Marilyn y Brian hicieron que el grupo vuelva a su estado de inactividad.
Algunas de estas canciones, tanto de 1973 y 1977 llegaron a ser editadas en antologías, reediciones y compilaciones. Canciones como "Snowflakes", "(Just Like) Romeo and Juliet", "Do Ya?", "Slip On Through", "Don't Be Cruel" y "Sweet Sunday Kind of Love" están entre este material.
Rhino Records publicó una antología de American Spring en 1988, mientras que Capitol Records editó una colección de The Honeys en 1992 que incluyó varias canciones de Spring no editadas. The Honeys también volvió a presentarse durante la década de 1990, para tocar a nivel local alrededor de Hollywood.

## Miembros
- Diane Rovell
- Marilyn Wilson

## Discografía

### Álbumes de estudio
- Spring (1972)

### Álbumes de compilación
- Spring (1988) (US) (Rhino)
- Spring...Plus (1989) (UK) (See For Miles)
- Pet Projects: The Brian Wilson Productions (2003) (Ace)

### Sencillos
- "Now That Everything's Been Said"/"Awake" (octubre de 1971)
- "Good Time"/"Sweet Mountain" (mayo de 1972)
- "Shyin' Away"/"Fallin' in Love" (abril de 1973)